# آستین دیسی
آستین دیسی (انگلیسی: Austin Dacey؛ زادهٔ ۱۹ آوریل ۱۹۷۲) فیلسوف، و فعال حقوق بشر اهل ایالات متحده آمریکا است. او که در شهر نیویورک زندگی می‌کند، مقالات متعددی در نشریاتی چون یواس‌ای تودی و نیویورک تایمز منتشر کرده‌است. در این میان مقاله‌ای که با عنوان «ایمان به تردید» در نیویورک تایمز منتشر کرده، از معروف‌ترین نوشته‌های اوست. کتاب او با عنوان «ضمیر سکولار: جایگاه اعتقاد در زندگی روزمره» در سال ۲۰۰۸ به چاپ رسید. این کتاب که استدلالی در نقش محوری وجدان (ضمیر) در گفتمان سیاسی و اخلاقی است، به گفتهٔ نیویورک تایمز همگان را بهت زده کرد و توسط چهره‌های گوناگونی همچون سم هریس و ریچارد نوهاس (کشیش) و نیز در رسانه‌های آمریکای شمالی، اروپا و رسانه‌های عربی مورد توجه قرار گرفت. الشرق الاوسط انتشار این کتاب را «به موقع و مهم» توصیف کرده‌است.
در نشست سازمان ملل متحد دربارهٔ «اومانیسم جهانی و اشتراکات اخلاقی»، آستین دیسی در بحث‌ها و مناظراتی پیرامون آزادی بیان، آزادی مذهب و گفتگوی بین تمدن‌ها شرکت جست و پیش از نمایندهٔ سازمان ملل متحد در امور حقوق بشر، در ژنو سخنرانی کرد. او به تأسیس بنیاد «اسلام سکولار» کمک نمود، بنیادی که در سال ۲۰۰۷ تأسیس شد. وی دارای دکترای اخلاق کاربردی و فلسفه اجتماعی است.